# Philippe Paulet
 (signalé en mai 2025).
Si vous disposez d'ouvrages ou d'articles de référence ou si vous connaissez des sites web de qualité traitant du thème abordé ici, merci de compléter l'article en donnant les références utiles à sa vérifiabilité et en les liant à la section « Notes et références ».
- Archive Wikiwix
- Bing
- Cairn
- DuckDuckGo
- E. Universalis
- Gallica
- Google
- G. Books
- G. News
- G. Scholar
- Persée
- Qwant
- (zh) Baidu
- (ru) Yandex
- (wd) trouver des œuvres sur Wikidata

Pour les articles homonymes, voir Paulet.
Philippe Paulet, né en 1961, est un patineur français de patinage artistique, vice-champion de France en 1982.

## Biographie

### Carrière sportive
Philippe Paulet est vice-champion de France 1982 à Asnières-sur-Seine, derrière son compatriote Jean-Christophe Simond.
Il représente la France aux mondiaux juniors de 1977 à Megève, aux championnats européens de 1982 à Lyon et aux mondiaux seniors de 1982 à Copenhague.

### Reconversion
Il devient entraîneur de patinage artistique, notamment à Aubagne et Marseille en Provence.

## Palmarès
| Compétitions principales      | 1977    | 1978    | 1979    | 1980    | 1981    | 1982    | 1983    | 1984    |  |  |  |  |  |  |
| Jeux olympiques d'hiver       |         |         |         |         |         |         |         |         |  |  |  |  |  |  |
| Championnats du monde         |         |         |         |         |         | 14e     |         |         |  |  |  |  |  |  |
| Championnats d'Europe         |         |         |         |         |         | 11e     |         |         |  |  |  |  |  |  |
| Championnats de France        |         |         |         |         |         | 2e      |         | 7e      |  |  |  |  |  |  |
| Championnats du monde juniors | 6e      |         |         |         |         |         |         |         |  |  |  |  |  |  |
|                               |         |         |         |         |         |         |         |         |  |  |  |  |  |  |
| Autres Compétitions           | 1976/77 | 1977/78 | 1978/79 | 1979/80 | 1980/81 | 1981/82 | 1982/83 | 1983/84 |  |  |  |  |  |  |
| Skate America                 |         |         |         |         |         |         | 7e      |         |  |  |  |  |  |  |
| Skate Canada                  |         |         |         |         |         |         | 8e      |         |  |  |  |  |  |  |
|                               |         |         |         |         |         |         |         |         |  |  |  |  |  |  |